# Cyrturella albosetosus
Cyrturella albosetosus är en tvåvingeart som först beskrevs av Gabriel Strobl 1909.  Cyrturella albosetosus ingår i släktet Cyrturella och familjen styltflugor. Inga underarter finns listade i Catalogue of Life.